# Motorola 88100
A Motorola 88100 avagy MC88100 egy a Motorola által kifejlesztett mikroprocesszor, ami a 88000 RISC típusú utasításkészlet-architektúrát valósítja meg. Az MC88100 jelű processzort 1988-ban mutatták be, a 88000-es architektúra első implementációjaként. Ezt követte a Motorola 88110 (MC88110) az 1990-es évek elején.
A mikroprocesszor Harvard-architektúrájú, külön sínekkel csatlakozik a program- és adatmemóriákhoz. Belső felépítésében több külön végrehajtóegységgel rendelkezik: egy futószalagos fixpontos egysége van, a lebegőpontos egységében külön futószalagokkal kiépített összeadó és szorzóegység található, amelyekben az összeadó futószalag 5, a szorzó futószalag 6 fokozatú, külön egységek kezelik az adatsínt és az utasítássínt, valamint a regiszterfájlt.:19.o Legfeljebb egy utasítást ad ki órajelciklusonként. A különálló MC88200 integrált áramkör opcionálisan hozzáadhat egy első szintű gyorsítótárat és egy lapozó rendszerű memóriakezelő egységet. Egy átlagos MC88100-es rendszer jellemzően két ilyen eszközt használ, egyet-egyet az utasítások és az adatok számára, és további MC88200-asokat lehet hozzáadni a gyorsítótárak méretének növeléséhez.
Ezt a particionált rendszert kifejezetten a rendszer rugalmasságának biztosítására alakították ki, mivel így könnyen változtatható a gyorsítótár mennyisége az ár függvényében. A gyakorlatban ezek a további csipek több helyet foglaltak az áramköri lapon és az MC88200-ak és az MC88200 közötti sínek bonyolultabbá tették és megdrágították a kialakítható rendszert.

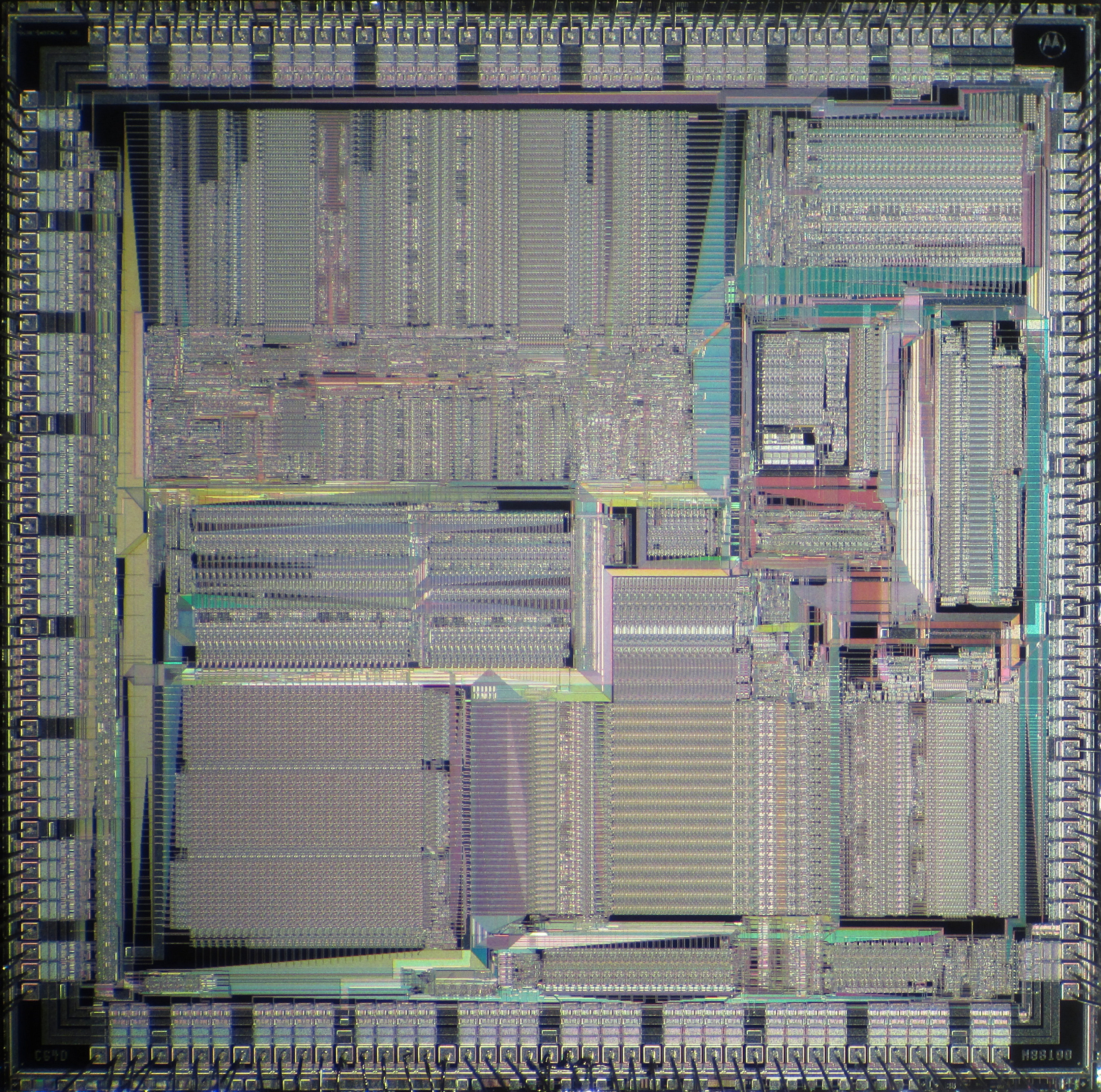
Motorola MC88100 lapka

Az MC88100 165 000 tranzisztort tartalmaz, az MC88200 pedig 750 000 tranzisztort. Mindkettőt a Motorola gyártotta saját 1,5 μm-es nagy sűrűségű CMOS (HCMOS) folyamatával.

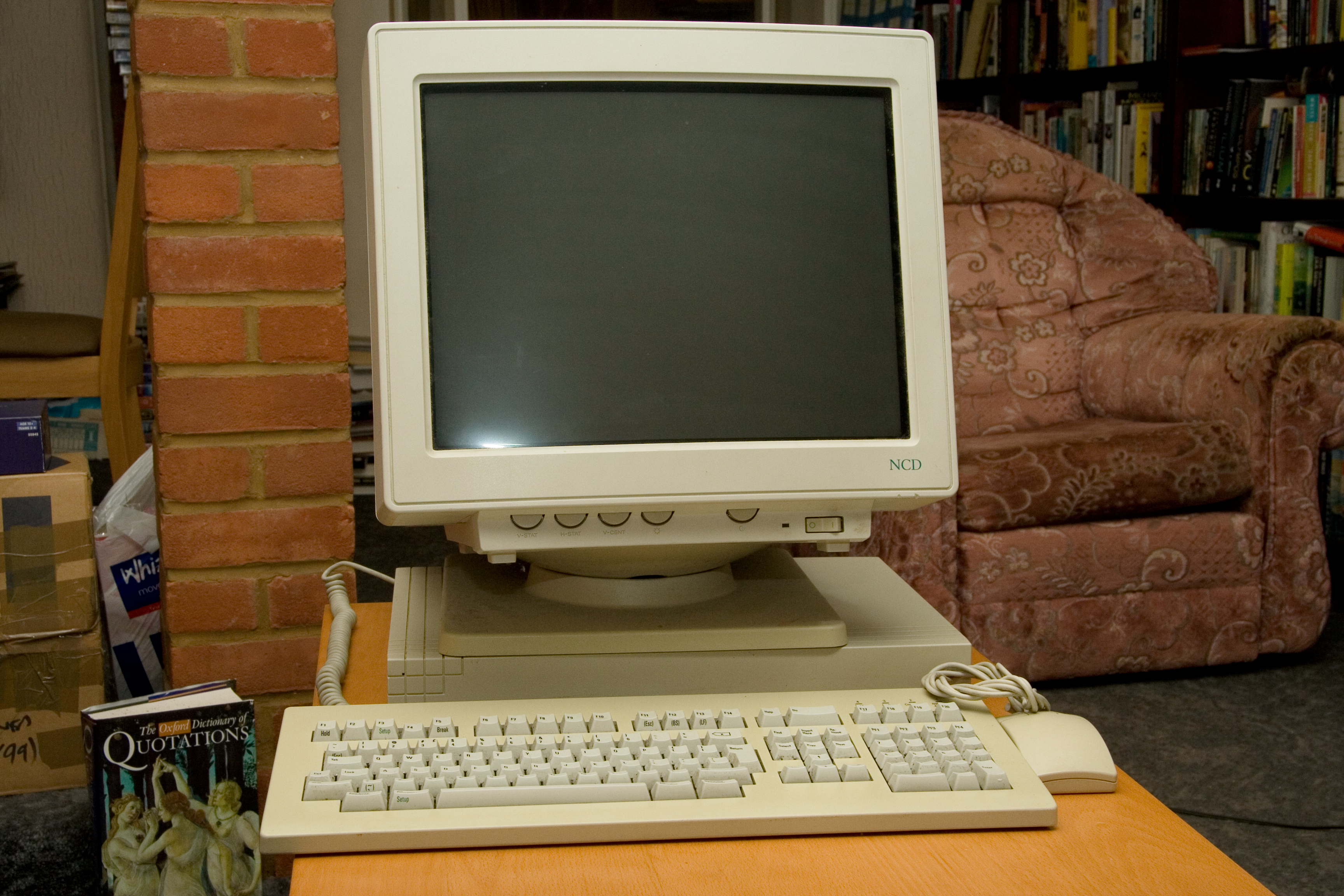
A Network Computing Devices NCD 88k X terminálja

Az MC88100 végül üzletileg nem lett sikeres. Ennek több oka volt, beleértve MC88200-as vezérlők használatának követelményét a használati esetek többségében,
de leginkább annak volt köszönhető, hogy a Motorola volt a szállítója az igen sikeres 68000 családnak. A 68000-as részleg a 88000-est konkurenciának tekintette, és elérték, hogy az MC88100-ast a sorozatgyártású alkatrészhez képest elfogadhatatlanul magas áron kínálja a cég. Az alkatrész mégis megtalálta a felhasználási területét a csúcskategóriás beágyazott termékek piacán, a Motorola saját számítógépeiben és más cégek nagyszámítógépeiben, például a Data General gépeiben és a Unisys S-8400 Unix szerverekben.

## Tervezés

### Fizikai jellemzői
A processzor 20, 25 és 33 MHz-es változatokban készült. Tokozása 45,72 × 45,72 mm (1,8 × 1,8 inch), 180 lábú kerámia PGA.:301.o Fogyasztása 1,5 Watt 25 MHz-en.

### Architektúra
Jellemzői:
- egy ciklusos végrehajtás az egész, logikai, bitmező-, elágazás és tárolás műveletekre
- 51 utasítás, 7 adattípus
- finomszemcsés párhuzamosság
  - 4 teljesen független végrehajtó egység 5 konkurens futószalaggal
  - a végrehajtás hardveresen szinkronizált eredménytábla-regiszterrel (scoreboard register)
- 32 általános célú regiszter
- egyszeres és kétszeres pontosságú IEEE 754 lebegőpontos kompatibilitás (egyes műveletek végrehajtása 1 órajelciklus)
- teljes 32 bites kombinációs szorzó
- külön adat- és utasítás-memóriaportok, Harvard sínstruktúra, amely egyidejű hozzáférést biztosít az alábbiakhoz:
  - 30 bites adat-címsín
  - 32 bites adatsín
  - 30 bites utasítás-címsín (32 bites szóhatár-címzés)
  - 32 bites utasítássín (rögzített 32 bites utasításhossz)
- futószalagos betöltő és tároló műveletek (max. 80 Mbyte/s 20 MHz-en)
- funkcionális redundancia hibafelismerés
- választható big-endian vagy little-endian bájtsorrend
- az összetett utasításszekvenciákat optimalizáló fordító állítja elő
- az architektúra bővíthető speciális funkcionális egységekkel (SFU)
- az L1 gyorsítótár a CPU-n kívül helyezkedik el, elérését a 88200/88204 jelű gyorsítótár- és memóriakezelő egységek (CMMU-k) biztosítják

A 88200 CMMU két, egyenként 4 GiB méretű logikai címteret biztosít, egyet a felhasználói, egyet a felügyelői (supervisor) szintekhez. A gyorsítótár négyutas csoport-asszociatív fizikai tár, mérete 16 KiB. A gyorsítótárak külön hozzárendelhetők az utasítássínhez és az adatsínhez. A 88204 CMMU 64 KiB méretű gyorsítótárat biztosít. A 88200/88204 csipek szintén HCMOS eljárással készültek.

### Programozási modell és regiszterkészlet
Az MC88100 programozási modellje és regiszterkészlete figyelemre méltóan hasonlít a DLX (továbbá a RISC-V) alapú CPU-khoz, 32 általános célú regiszterrel, melyből 31 írható, és 51 utasítással, amelyek mindegyike tetszőlegesen hozzáfér a 32 általános célú regiszter bármelyikéhez.

#### Regiszterek
| R0        | Nulla regiszter (Csak olvasható regiszter, értéke nulla) |
| R1        | Szubrutin visszatérési mutató                            |
| 0R2...R90 | Hívott procedúra paraméterregiszterei                    |
| R10...R13 | Hívott procedúra ideiglenes regiszterei                  |
| R14...R25 | Hívott procedúra foglalt regiszterei                     |
| R26...R29 | Linker (hivatkozás-regiszterek)                          |
| R30       | Veremkeret-mutató (Frame Pointer)                        |
| R31       | Veremmutató                                              |

Az MC88100 összesen 64 felhasználó által hozzáférhető regiszterrel rendelkezik, melyek közül 32 vezérlőregiszter,
és legfeljebb 6 regiszterhez férhet hozzá egyidejűleg (4 olvasás, 2 írás). Az általános regiszterek tényleges használatát a processzor nem kényszeríti ki minden regiszter esetén, az R1-et kivéve, amelyet visszatérési címként használ.

## Fordítás
- Ez a szócikk részben vagy egészben  a   Motorola 88100 című angol Wikipédia-szócikk ezen változatának fordításán alapul.  Az eredeti cikk szerkesztőit annak laptörténete sorolja fel. Ez a jelzés csupán a megfogalmazás eredetét és a szerzői jogokat jelzi, nem szolgál a cikkben szereplő információk forrásmegjelöléseként.